# Aglaophenia prominens
Aglaophenia prominens är en nässeldjursart som beskrevs av John Fraser 1938. Aglaophenia prominens ingår i släktet Aglaophenia och familjen Aglaopheniidae. Inga underarter finns listade i Catalogue of Life.